# Grb Kirgistana
Grb Kirgistana prihvaćen je 2. lipnja 1992. godine.
Ima oblik kruga u kojem prevladava plava boja. Svjetlo-plava boja simbolizira hrabrost i velikodušnost Kirgiza. Oko grba nalaze se žito i pamuk. U gornjem dijelu grba stoji ime države na Kirgiškom: "Кыргыз Республикасы" (Kyrgyz Respublikasy).
U sredini vidi se obris planinskog lanca Tjan Šan, ispod kojeg se nalaze polja. Iznad panorame planina, vidi se izlazeće sunce. Ispod cjelokupnog ovog prizora, vidi se orao s uzdignutim krilima, što označava simboliku slobode Kirgiškog naroda.